# Jewell (Kansas)
Jewell – miasto w Stanach Zjednoczonych, w stanie Kansas, w hrabstwie Jewell.